# Lindernia laxa
Lindernia laixa' é uma espécie botânica do gênero Lindernia pertencente à família Linderniaceae.